# 1913–1914-es román labdarúgó-bajnokság (első osztály)
Az 1913–14-es román labdarúgó-bajnokság a román labdarúgó-bajnokság legmagasabb osztályának ötödik alkalommal megrendezett bajnoki éve volt. A pontvadászat 4 csapat részvételével zajlott. 
A bajnokságot a Colentina București nyerte az ezüstérmes FC Bukarester, és a bronzérmes Cercul Atletic Bucureşti előtt.